# Capparis lanceolaris
Capparis lanceolaris är en kaprisväxtart som beskrevs av Dc. Capparis lanceolaris ingår i släktet Capparis och familjen kaprisväxter. Inga underarter finns listade i Catalogue of Life.